# Баринас
Баринас (ісп. Barinas) — місто на північному заході Венесуели, столиця штату Баринас. Чисельність населення становить 271 535 жителів (2001).

## Географія
Місто розташовано у східному передгір'ї хребта Кордильєра-де-Мерида.

### Клімат
Місто знаходиться у зоні, котра характеризується кліматом тропічних саван. Найтепліший місяць — березень із середньою температурою 27.9 °C (82.2 °F). Найхолодніший місяць — липень, із середньою температурою 25.9 °С (78.6 °F).
| Клімат Баринаса         | Клімат Баринаса | Клімат Баринаса | Клімат Баринаса | Клімат Баринаса | Клімат Баринаса | Клімат Баринаса | Клімат Баринаса | Клімат Баринаса | Клімат Баринаса | Клімат Баринаса | Клімат Баринаса | Клімат Баринаса | Клімат Баринаса |
| Показник                | Січ.            | Лют.            | Бер.            | Квіт.           | Трав.           | Черв.           | Лип.            | Серп.           | Вер.            | Жовт.           | Лист.           | Груд.           | Рік             |
| Середня температура, °C | 26,5            | 27,3            | 27,9            | 27,6            | 26,8            | 26,2            | 25,9            | 26,3            | 26,6            | 26,6            | 26,6            | 26,1            | 26,7            |
| Норма опадів, мм        | 16.6            | 20.3            | 36.1            | 45.6            | 231.4           | 253.2           | 245.8           | 229.1           | 175.2           | 196.1           | 113.3           | 39.9            | 1602.6          |
| Днів з опадами          | 2,6             | 2,5             | 3,6             | 10,7            | 13,3            | 16,5            | 16              | 15,7            | 13,3            | 12,9            | 8               | 3,5             | 118,6           |
| Вологість повітря, %    | 71              | 67.5            | 66.3            | 73.1            | 80.8            | 82              | 82.3            | 82.9            | 82.6            | 82.1            | 81.4            | 76.8            | 77.4            |
| ----------------------- | --------------- | --------------- | --------------- | --------------- | --------------- | --------------- | --------------- | --------------- | --------------- | --------------- | --------------- | --------------- | --------------- |
| Джерело: Weatherbase    |                 |                 |                 |                 |                 |                 |                 |                 |                 |                 |                 |                 |                 |